# Heini Thoma
Heini Thoma (16. oktober 1900 - ukendt dødsår) var en schweizisk roer.
Thoma vandt bronze i dobbeltsculler ved OL 1924 i Paris (sammen med Rudolf Bosshard).
Thoma vandt desuden tre EM-guldmedaljer, én i otter (i 1921) og to i dobbeltsculler (i 1923 og 1924).

## OL-medaljer
- 1924:  Bronze i dobbeltsculler